# Mota Ulun (Lahane Ocidental)
Mota Ulun (tetum für „Kopf-Fluss“) ist eine osttimoresische Aldeia. Sie liegt im Süden des Sucos Lahane Ocidental (Verwaltungsamt Vera Cruz, Gemeinde Dili). Mota Ulun grenzt im Norden an die Aldeia Gomes Araujo und im Nordosten an die Aldeias Hospital Militar und Rai Cuac. Ansonsten ist die Aldeia Mota Ulun vom Suco Dare umschlossen. Wohnhäuser finden sich fast nur im Nordosten, der Rest der Aldeia ist nahezu unbesiedelt.
In Mota Ulun leben 269 Menschen (2015).